# 馬尼拉 (密蘇里州)
馬尼拉（英語：Manila）是位於美國密蘇里州佩蒂斯縣的非建制地區。

## 歷史
馬尼拉的郵局於1898年設立，其後於1904年停運。

## 地理
馬尼拉所處的海拔為高於海平面289米（即948英呎），而該地所採用的時區為UTC-6，即北美中部時區（CST）。同時該地設有夏令時間，為UTC-6調快一小時，即UTC-5（CDT）。